# Кинмаваям
Кинмаваям — река в России, на северо-востоке полуострова Камчатка.
Длина реки — 29 км. Протекает по территории Карагинского района Камчатского края. Впадает в Карагинский залив.
Название в переводе с корякского Кинмав’аям — «нижняя, обходная река».

## Данные водного реестра
По данным государственного водного реестра России относится к Анадыро-Колымскому бассейновому округу.
Код объекта в государственном водном реестре — 19060000312120000009332.